# MAG-7
La MAG-7 è un fucile a pompa a canna liscia moderno.
È stato sviluppato come un "Close Quarters Weapon" un'arma da combattimento a canna liscia, che combina gli aspetti di una pistola mitragliatrice compatta e un fucile a pompa. Il disegno incorpora un caricatore per 5 colpi che si trova all'interno del calcio a pistola. La necessità di diminuire l'ingombro, unita al desiderio progettuale di ottenere il tipico potere di arresto a distanza ravvicinata del calibro 12, ha portato alla realizzazione di una speciale cartuccia in questo calibro lunga 2,36 pollici (60 mm). L'uso del MAG-7 con queste cartucce è efficace nel raggio di 45 metri, sebbene i proiettili hanno una comprovata letalità fino a 90 metri circa. La MAG-7 è dotata anche di calcio rimovibile.
L'arma è stata denominata in origine MAG-7, cui sono seguite varianti civili usabili legalmente, chiamate MAG-7 M1, che dispongono di una canna più lunga e un calcio di legno fisso per soddisfare i requisiti del National Firearms Act, e le leggi riguardo alle pistole anche di paesi diversi dagli Stati Uniti, cioè un'arma non è definita pistola se di una lunghezza della canna di 18 pollici (457 mm) o superiore e una lunghezza complessiva di 26 pollici (660 mm) o più. In questa configurazione, tuttavia, il concetto originale di arma da combattimento in spazi ristretti non esiste più.

## Il MAG-7 nella cultura di massa
- In ambito anime, il MAG-7 compare in Black Lagoon.
- Il MAG-7 è un'arma presente nel videogioco Counter Strike: Global Offensive